# Bauwelt (Zeitschrift)
Die Bauwelt ist eine 14-täglich in der Bauverlag BV GmbH, Gütersloh erscheinende deutsche Architektur-Zeitschrift. Das jeweils letzte Heft eines Quartals erscheint als Stadtbauwelt und widmet sich aktuellen städtebaulichen Fragestellungen. Die Bauwelt erscheint seit 1910 und hat ihren Sitz in Berlin. Sie erscheint in einer Druckauflage von ca. 12.000 Exemplaren (Stand März 2009) und verfügt über den größten Stellenmarktteil aller deutschsprachigen Architekturzeitschriften.

## Geschichte
Die Zeitschrift erschien unter dem Namen Die Bauwelt. Illustrierte Zeitschrift für das gesamte Bauwesen seit Januar 1910 im Berliner Ullstein Verlag, später im Deutschen Verlag. Sie wurde 1945 mit der Nummer 36 eingestellt. Von Januar 1946 bis Juli 1952 erschien sie unter dem Namen Neue Bauwelt.
1963 gründete Ulrich Conrads, damals Chefredakteur der Bauwelt, die Buchreihe Bauwelt Fundamente, die mit inzwischen 150 Titeln umfangreichste deutschsprachige Buchreihe zur Theorie der Architektur und des Städtebaus. 1964 gründete Conrads zusammen mit Gerd Albers, Kurt Eggeling, Klaus-Jakob Thiele und Klaus Winter die Stadtbauwelt als Vierteljahresschrift für Architekten, Stadtplaner und Städtebauer.

### Chefredakteure
- Alfred Berlowitz, Januar 1910 – Februar 1912[1]
- Richard A. Müller, März 1912 – Mai 1914[3]
- Fritz Bennigson, Juni 1914 –?[3]
- Friedrich Paulsen, spätestens Januar 1925 – April 1945[4] (Vertreter ab mind. 14. August 1942, Rudolf Weilbier)[5]
- Rudolf Weilbier bis Juli 1957
- Ulrich Conrads, Juli 1957 – Dezember 1988[6]
- Peter Rumpf, Januar 1989 – Juni 2002[7]
- Felix Zwoch, Juli 2002 – Dezember 2010[8]
- Boris Schade-Bünsow, seit März 2011[9]

### Verleger
- Michael Voß, seit Dezember 2018

## Preise
Seit 1999 zeichnet die Zeitschrift Bauwelt mit dem Bauwelt Preis Erstlingswerke junger Architekten aus.

## Auflagenstatistik
Im ersten Quartal 2021 lag die durchschnittliche monatlich verbreiteten Auflage nach IVW bei 11.028 Exemplaren. Das sind 0,53 Prozent (59 Hefte) mehr als im Vergleichsquartal des Vormonats. Die Abonnentenzahl ist konstant bei 4.495 Abonnenten. Derzeit beziehen 40,76 Prozent der Leser die Zeitschrift im Abonnement.
| Anzahl der monatlich verbreiteten Ausgaben | Anzahl der monatlich verbreiteten Ausgaben | Anzahl der monatlich verbreiteten Ausgaben | Anzahl der monatlich verbreiteten Ausgaben | Anzahl der monatlich verbreiteten Ausgaben |
| ------------------------------------------ | ------------------------------------------ | ------------------------------------------ | ------------------------------------------ | ------------------------------------------ |
| Quartal                                    |                                            |                                            | Auflage a                                  |                                            |
| IV/1998                                    | IV/1998                                    |                                            | 16.530                                     | 16.530                                     |
| IV/1999                                    | IV/1999                                    |                                            | 16.301                                     | 16.301                                     |
| IV/2000                                    | IV/2000                                    |                                            | 15.304                                     | 15.304                                     |
| IV/2001                                    | IV/2001                                    |                                            | 15.241                                     | 15.241                                     |
| IV/2002                                    | IV/2002                                    |                                            | 13.865                                     | 13.865                                     |
| IV/2003                                    | IV/2003                                    |                                            | 13.779                                     | 13.779                                     |
| IV/2004                                    | IV/2004                                    |                                            | 13.687                                     | 13.687                                     |
| IV/2005                                    | IV/2005                                    |                                            | 13.594                                     | 13.594                                     |
| IV/2006                                    | IV/2006                                    |                                            | 11.530                                     | 11.530                                     |
| IV/2007                                    | IV/2007                                    |                                            | 11.498                                     | 11.498                                     |
| IV/2008                                    | IV/2008                                    |                                            | 11.489                                     | 11.489                                     |
| IV/2009                                    | IV/2009                                    |                                            | 11.572                                     | 11.572                                     |
| IV/2010                                    | IV/2010                                    |                                            | 10.463                                     | 10.463                                     |
| IV/2011                                    | IV/2011                                    |                                            | 10.922                                     | 10.922                                     |
| IV/2012                                    | IV/2012                                    |                                            | 11.303                                     | 11.303                                     |
| IV/2013                                    | IV/2013                                    |                                            | 10.924                                     | 10.924                                     |
| IV/2014                                    | IV/2014                                    |                                            | 10.427                                     | 10.427                                     |
| Quelle: IVW                                |                                            |                                            |                                            |                                            |

| Anzahl der monatlich verkauften Abonnements | Anzahl der monatlich verkauften Abonnements | Anzahl der monatlich verkauften Abonnements | Anzahl der monatlich verkauften Abonnements | Anzahl der monatlich verkauften Abonnements |
| ------------------------------------------- | ------------------------------------------- | ------------------------------------------- | ------------------------------------------- | ------------------------------------------- |
| Quartal                                     |                                             |                                             | Abos a                                      |                                             |
| IV/1998                                     | IV/1998                                     |                                             | 14.577                                      | 14.577                                      |
| IV/1999                                     | IV/1999                                     |                                             | 14.269                                      | 14.269                                      |
| IV/2000                                     | IV/2000                                     |                                             | 13.655                                      | 13.655                                      |
| IV/2001                                     | IV/2001                                     |                                             | 12.864                                      | 12.864                                      |
| IV/2002                                     | IV/2002                                     |                                             | 11.998                                      | 11.998                                      |
| IV/2003                                     | IV/2003                                     |                                             | 10.912                                      | 10.912                                      |
| IV/2004                                     | IV/2004                                     |                                             | 9.881                                       | 9.881                                       |
| IV/2005                                     | IV/2005                                     |                                             | 8.808                                       | 8.808                                       |
| IV/2006                                     | IV/2006                                     |                                             | 8.167                                       | 8.167                                       |
| IV/2007                                     | IV/2007                                     |                                             | 7.743                                       | 7.743                                       |
| IV/2008                                     | IV/2008                                     |                                             | 7.383                                       | 7.383                                       |
| IV/2009                                     | IV/2009                                     |                                             | 6.943                                       | 6.943                                       |
| IV/2010                                     | IV/2010                                     |                                             | 6.670                                       | 6.670                                       |
| IV/2011                                     | IV/2011                                     |                                             | 6.431                                       | 6.431                                       |
| IV/2012                                     | IV/2012                                     |                                             | 6.229                                       | 6.229                                       |
| IV/2013                                     | IV/2013                                     |                                             | 5.807                                       | 5.807                                       |
| IV/2014                                     | IV/2014                                     |                                             | 5.582                                       | 5.582                                       |
| Quelle: IVW                                 |                                             |                                             |                                             |                                             |